# Pycnothele auronitens
Pycnothele auronitens là một loài nhện trong họ Nemesiidae.
Pycnothele auronitens được miêu tả năm 1891 bởi Keyserling.